# St. Josef (Offenbach am Main)

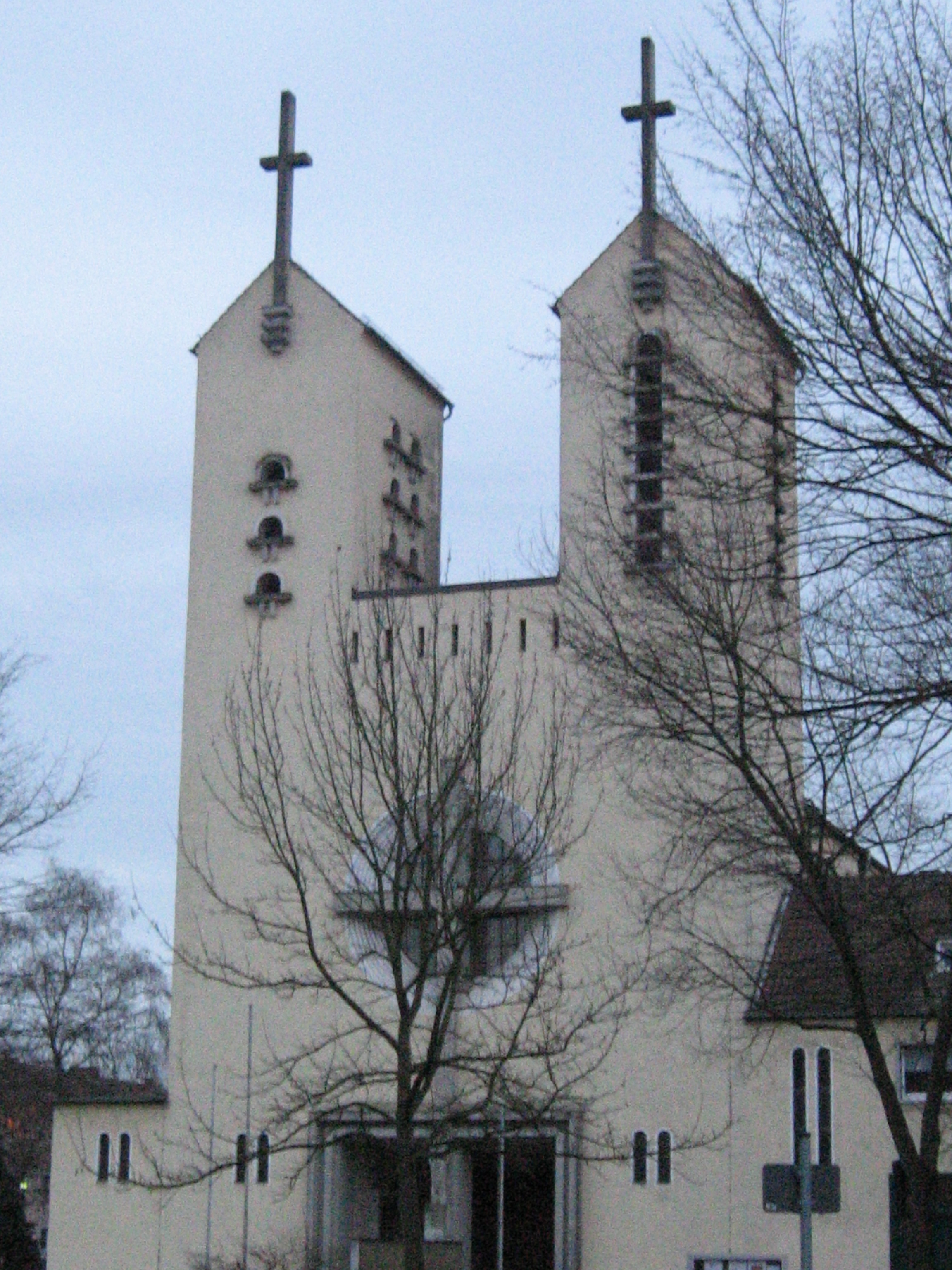
Die katholische Pfarrkirche St. Josef in Offenbach am Main

Die römisch-katholische Kirche St. Josef ist ein denkmalgeschütztes Kirchengebäude in Offenbach am Main. Die romanisierende Basilika dient der Pfarrei „St. Franziskus Offenbach“, welche zur Region Mainlinie im Bistum Mainz gehört und das gesamte Gebiet der Stadt Offenbach am Main umfasst, seit dem 1. Januar 2024 als Pfarrkirche. Kirchenpatron ist Josef von Nazaret.

## Geschichte

### Notkirche von 1920

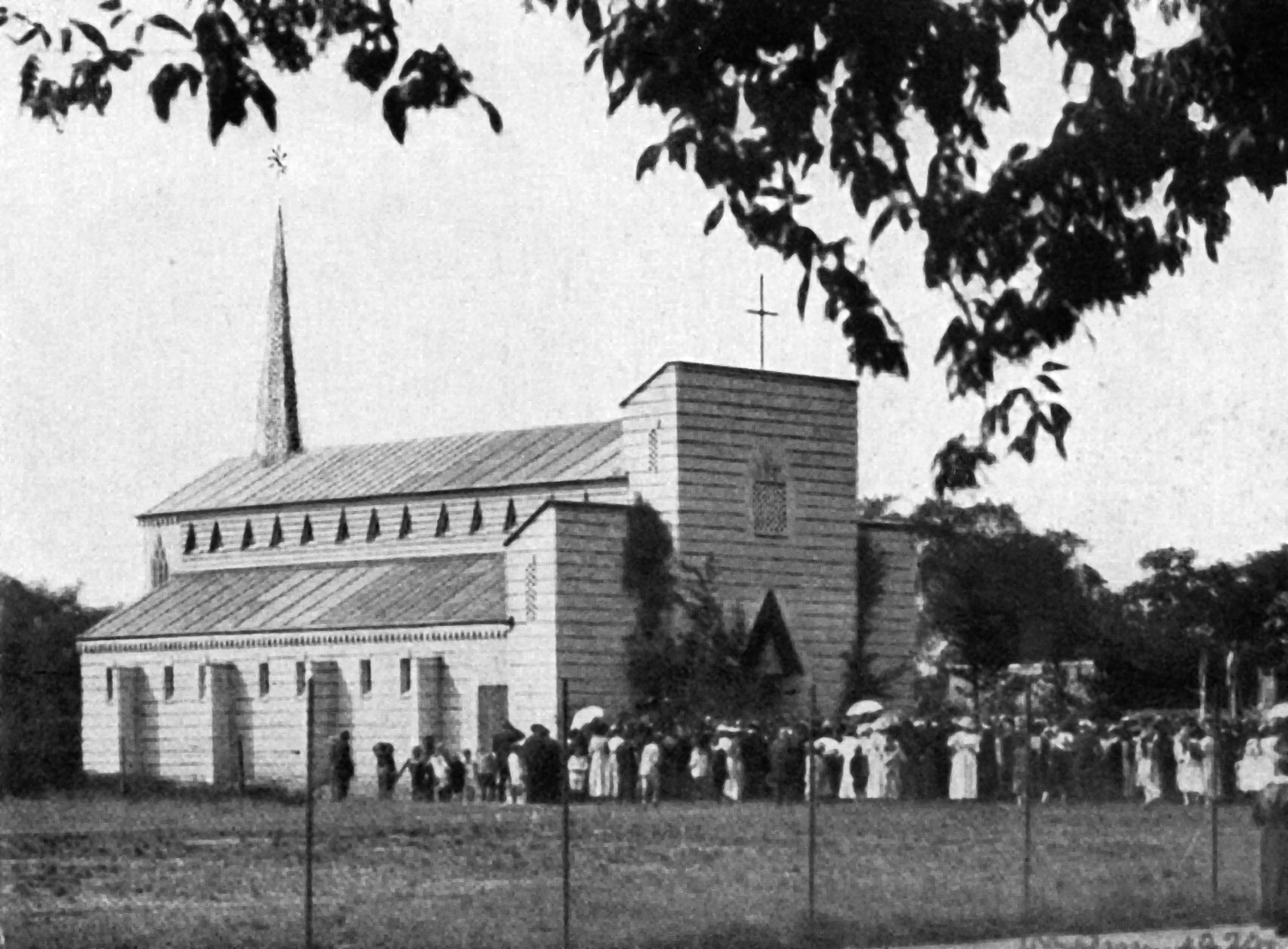
Außenansicht der Notkirche von 1920

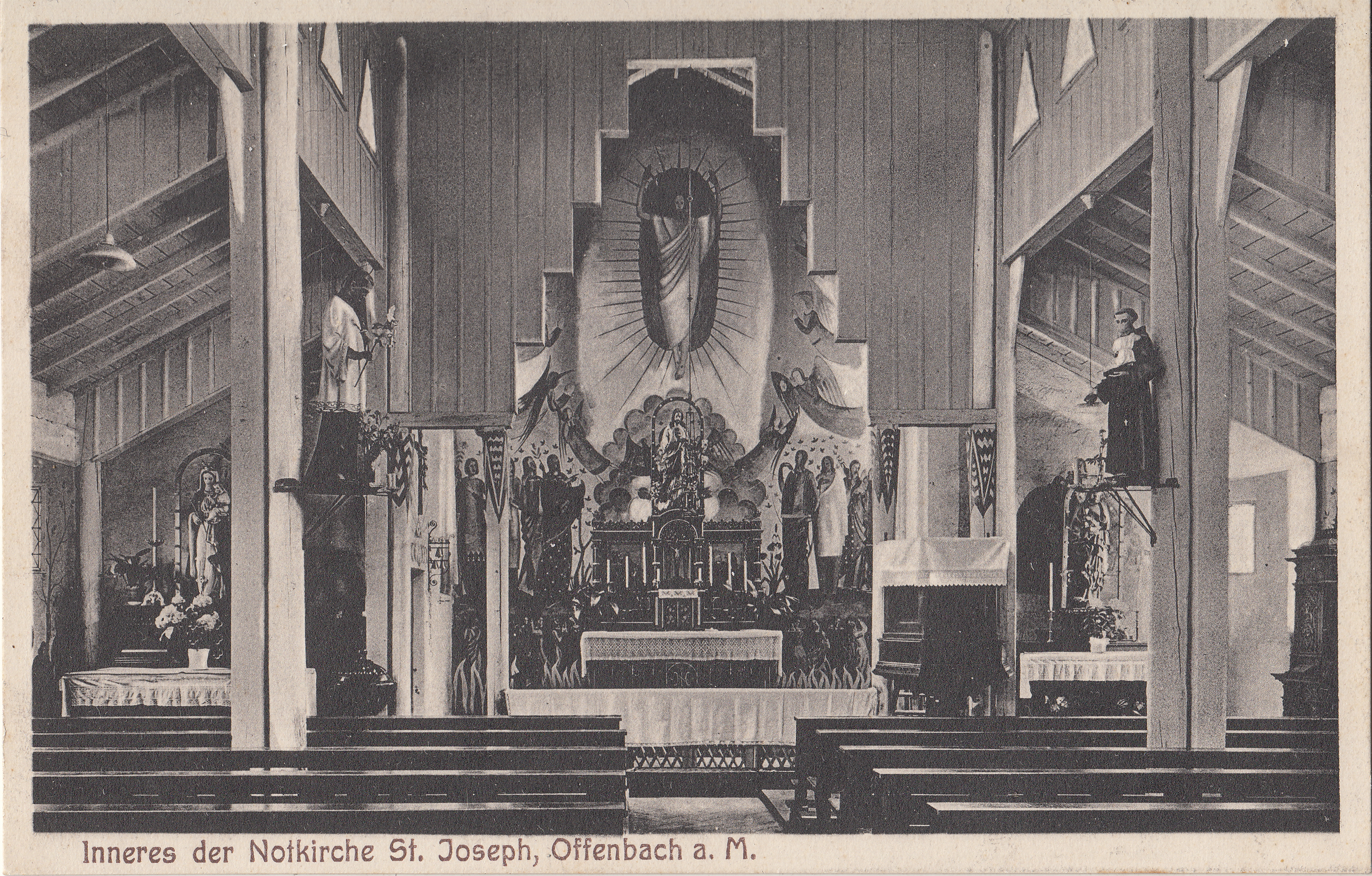
Innenansicht der Notkirche

Im Jahr 1920 ließ die Pfarrei St. Paul innerhalb von nur sechs Monaten zu Kosten von 35.000 Mark auf einem Baugrundstück am Friedrichsweiher nach Plänen des Architekten Dominikus Böhm eine Notkirche errichten, die am 20. Juni geweiht und dem Patrozinium des heiligen Josef von Nazaret unterstellt wurde. Die neue Kirchengemeinde wurde zum 1. April 1921 von ihrer Mutterpfarrei getrennt und zur eigenständigen Pfarrei erhoben. Aufgrund reger Bautätigkeit in den 1920er-Jahren verzeichnete die Pfarrei ein starkes Mitgliederwachstum, sodass die Notkirche schon bald zu klein wurde und den Gottesdienstbesuchern nicht mehr ausreichend Platz bot. Erst der Neubau der heutigen Pfarrkirche schaffte Abhilfe.
Nach Fertigstellung des Kirchenneubaus wurde die alte Notkirche zunächst als Jugendraum weitergenutzt, bevor sie unter den Nationalsozialisten eine Nutzung als Schweinefuttersilo erfuhr. Bei einem Fliegerangriff 1941 wurde das Gebäude stark beschädigt, seine Reste konnten nach Kriegsende zum Bau der Kirche St. Konrad verwendet werden.

### Romanisierende Basilika von 1932
Die heutige Pfarrkirche St. Josef wurde von 1930 bis 1932 nach Plänen der Frankfurter Architekten Hans und Christoph Rummel im Stil einer romanisierenden Basilika errichtet. Die Bauleitung übernahm der Offenbacher Architekt Friedrich Bossert. Am 4. Dezember 1932 wurde der Kirchenneubau geweiht und, wie auch sein Vorgängerbau, dem Patrozinium des heiligen Josef von Nazaret unterstellt.
St. Josef wurde im Zweiten Weltkrieg zwar beschädigt, unmittelbar nach Kriegsende jedoch wieder instand gesetzt. Eine erste Innenrenovierung wurde 1960 vorgenommen, bei der die ursprüngliche Gestaltung von Paul Meyer-Speer fast vollständig zerstört wurde. 1974 wurden Veränderungen im Altarbereich vorgenommen, 1977 folgte eine Außenrenovierung der Kirche. Eine zweite umfassende Innenrenovierung fand von 1982 bis 1984 statt, im Zuge derer der Altarraum neugestaltet und eine Werktagskapelle in der ehemaligen Sakristei von St. Josef eingerichtet wurde.

## Baubeschreibung
Die Pfarrkirche St. Josef wurde im Stil einer romanisierenden Basilika in Stahlbetonskelettbauweise mit Verputz errichtet. Besonders markant ist ihre Nordfassade, die von einem monumentalen Kreuz und den beiden kreuzbekrönten Kirchtürmen dominiert wird.
Zwei Holztüren mit schlichter Kassettierung im Doppelportal der Nordfassade führen in den großen basilikalen Kirchenraum. Das Mittelschiff ist flachgedeckt und wird durch Betonpfeiler von den schmalen Seitenschiffen getrennt. Licht gelangt über hohe Lanzettfenster ins Innere des Raumes. Das Langhaus wirkt eher dunkel und steht in Kontrast zum hellen, erhöht eingezogenen Altarraum im Süden. Dieses Charakteristikum ist bei vielen „Wegekirchen“ anzutreffen.

## Ausstattung
Die Ausstattung des Altarraums von St. Josef wurde vom Berliner Bildhauer Paul Brandenburg zwischen 1982 und 1984 gestaltet. Sie umfasst Altar, Tabernakel, Taufbecken, Ambo und Sedilien.
Die westliche Seitenkapelle diente ursprünglich als Taufkapelle. Sie beherbergt neben dem alten Taufstein zwei Gemälde des deutschen Malers Walther Meyerspeer. In der östlichen Seitenkapelle befinden sich eine kleine hölzerne Pietà von 1984 sowie das Grab von Pfarrer Peter Helmig, des 1953 verstorbenen ersten Pfarrers der neu gegründeten Pfarrei St. Josef.
Die 14 Kreuzwegstationen von St. Josef sind an den Außenwänden der Seitenschiffe angebracht und wurden von Walther Meyerspeer gestaltet.

### Orgel
Die heutige Orgel stammt von der Licher Firma Förster & Nicolaus Orgelbau und wurde 1993/94 in der Kirche installiert. Sie verfügt über 33 Register, verteilt auf drei Manuale und Pedal, und ersetzte ein im Jahr 1951 gefertigtes Instrument der Lübecker Orgelbaufirma Kemper & Sohn.

### Glocken
Das Geläut von St. Josef besteht aus vier Glocken, die 1931 von der Glockengießerei Otto in Bremen-Hemelingen gefertigt wurden. Ihre Disposition lautet h° d' e' g'. Obwohl die Glocken während des Zweiten Weltkriegs zur Metallgewinnung beschlagnahmt wurden, überstanden sie die Kriegsjahre weitgehend unbeschadet und konnten 1947 wieder im Stahlglockenstuhl von St. Josef aufgehängt werden. Die größte Glocke befindet sich im Nordostturm der Kirche, die drei kleineren Glocken im Nordwestturm.